# Otto-Mathilden-Kreuz

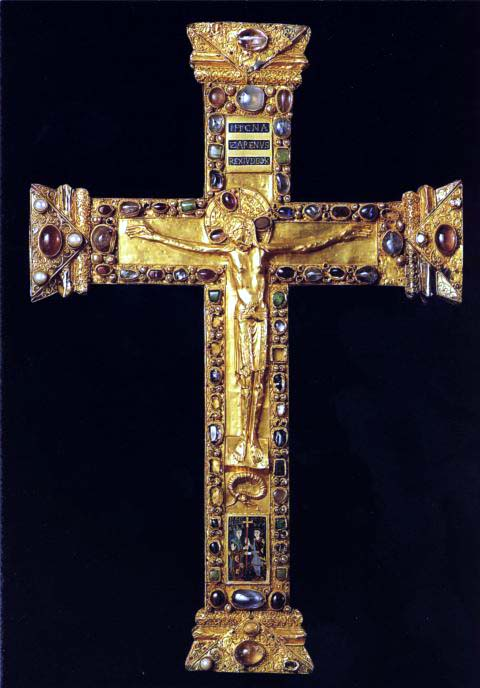
Das Otto-Mathilden-Kreuz in der Essener Domschatzkammer

Das Otto-Mathilden-Kreuz, auch Mathilden-Otto-Kreuz genannt, ist ein Vortragekreuz des Essener Domschatzes, das im 10. Jahrhundert angefertigt und bis in die jüngste Zeit an hohen Feiertagen benutzt wurde. Der Name des Kreuzes leitet sich von den Personen ab, die auf der eingearbeiteten Stifterplatte abgebildet sind. Bei diesen handelt es sich um den Herzog Otto von Schwaben und seine Schwester, die Äbtissin des Stiftes Essen, Mathilde. Beide waren Enkel Kaiser Ottos des Großen und Vertraute ihres Onkels, Ottos II. Das Kreuz ist damit eines der Stücke, welche die besonders enge Verbindung der Ottonen mit dem Stift Essen aufzeigen.

## Geschichte
Das Kreuz befindet sich seit seiner Entstehung in Essen, wenn man Kriegs- und krisenbedingte Evakuierungen außer Betracht lässt. Das Inventarium reliquiarum Essendiensium vom 12. Juli 1627, die früheste Liste des Stiftsschatzes, erlaubt keine einwandfreie Identifizierung, da es lediglich Zwei crucifixer fornhero mit vielen gesteinen und gold uberzogen, hinten aber kupfer uberguldet verzeichnet. Diese Beschreibung trifft auf alle vier im Essener Domschatz vorhandenen Vortragekreuze zu. Auch der Liber ordinarius, der die liturgische Verwendung des Stiftschatzes regelte, erwähnt nur allgemein Vortragekreuze. Weil gestiftete Sakralgegenstände gewöhnlich nicht weitergegeben wurden, ist jedoch davon auszugehen, dass das Kreuz von seiner Stiftung bis zur Säkularisation des Essener Damenstiftes 1802 ununterbrochen diesem gehörte. Während des Dreißigjährigen Kriegs flüchtete die Äbtissin des Stiftes mit den Schätzen nach Köln. Während anderer Krisen wurde das Kreuz vermutlich im Stiftsgebiet versteckt. Belegt ist dieses für 1794, als die Franzosen auf Essen vorrückten und der Stiftsschatz nach Steele (heute Essen-Steele) in das von der Äbtissin Franziska Christine von Pfalz-Sulzbach gestiftete Waisenhaus verbracht wurde.
Bei der Säkularisation übernahm die katholische St.-Johannes-Gemeinde die Stiftskirche mitsamt deren Inventar als Pfarrkirche. Während des Ruhraufstandes 1920 wurde der gesamte Stiftsschatz in größter Heimlichkeit nach Hildesheim verbracht, von wo er unter gleich konspirativen Umständen 1925 zurückgebracht wurde.
Im Zweiten Weltkrieg wurde der Domschatz zunächst nach Warstein, dann auf die Albrechtsburg in Meißen und von dort in einen Bunker nach Siegen gebracht. Nach Kriegsende dort von amerikanischen Truppen gefunden, gelangte das Kreuz mit dem Schatz in das Landesmuseum nach Marburg und später in eine Sammelstelle für ausgelagerte Kunstwerke nach Schloss Dyck bei Rheydt. Von April bis Oktober 1949 wurde der Essener Domschatz in Brüssel und Amsterdam ausgestellt, um im Anschluss nach Essen zurückgebracht zu werden.
Mit der Errichtung des Ruhrbistums 1958 und der Erhebung des Essener Münsters zur Kathedrale gelangte das Kreuz an das Bistum Essen.

## Beschreibung
Der Kern des 44,5 cm hohen und 29,5 cm breiten Kreuzes besteht aus Eichenholz. Es handelt sich um ein lateinisches Kreuz, dessen Balkenenden untypisch verbreitert sind. Die trapezförmige Verbreiterungen lassen durch zwei Wülste und das aufgelegte Dreieck eine Kapitellform ähnlich dem vom westfränkischen König Lothar gestifteten Aachener Lotharkreuz anklingen, das auf das Jahr 984 datiert wird. Die Vorderseite des Kreuzes ist mit getriebenem Goldblech überzogen. Um die Vorderseite des Kreuzes herum zieht sich eine Randborte, bei der auf Goldfiligran gesetzte Edelsteine jeweils durch zwei nebeneinanderliegende Perlen getrennt sind. Als Randlinie des Rahmens dient eine feine Perlenschnur. Da die jeweils gegenüberliegenden Steine in Farbe und Größe aufeinander abgestimmt sind, erscheint der Schmuck betont ordentlich und klar. Am unteren Ende des senkrechten Kreuzbalkens findet sich die Stifterplatte aus Zellenschmelz. Auf dieser sind die als Mathild Abba bezeichnete Mathilde und Otto, bezeichnet als Otto Dux, abgebildet, die gemeinsam ein Kreuz halten.
Der aus dem Goldblech der Grundplatte getriebene Korpus zeigt den leidenden Christus. Aufgrund des vorgewölbten Bauches und der asymmetrischen Oberkörperzeichnung bestehen Ähnlichkeiten mit dem Korpus des Kölner Gerokreuzes, daher wird als Entstehungsort des Otto-Mathilden-Kreuzes Köln angenommen. Allerdings wird auch Trier in Betracht gezogen, da die Zellenschmelzplatten des Kreuzes aus der Trierer Egbert-Werkstatt stammen. Möglich ist auch, dass nur die Emails in Trier gefertigt wurden und das Kreuz an anderem Ort zusammengesetzt wurde. Der Nimbus um das leicht geneigte Haupt des Gekreuzigten schneidet den Rand an, die drei Edelsteine des Nimbus betonen die Kopfhaltung zusätzlich. Zwischen den auf einem Suppedaneum stehenden Füßen des Gekreuzigten und der Stifterplatte findet sich noch das getriebene Abbild einer Schlange, die auf 4. Buch Mose 21,4–9, Moses’ eherne Schlange des Lebens, bezogen ist. Nach anderer Deutung ist ein Basilisk dargestellt, der auf Ps 91,13, den Erlöser als Sieger über das Böse, verweist: „Über Löwen und Ottern wirst du gehen und junge Löwen und Drachen niedertreten“. Über dem Kopf des Korpus befindet sich eine zweite Zellenschmelzplatte mit der in drei Zeilen geteilten Inschrift IHC NA / ZARENVS / REX IVDEOR („Jesus von Nazareth König der Juden“), die Buchstaben IHC stehen dabei für die ersten drei Buchstaben des Namens Jesu in griechischer Sprache.

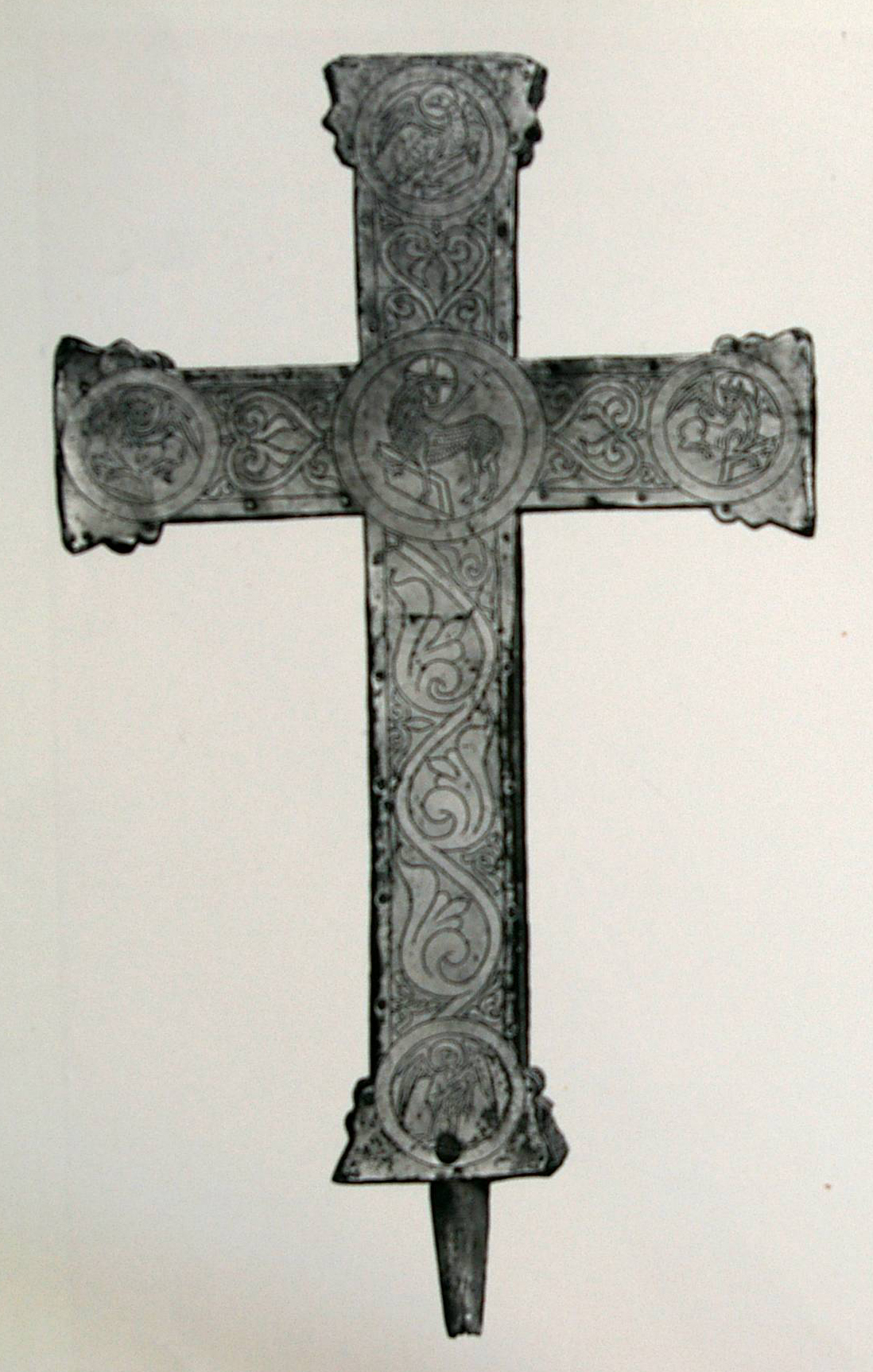
Rückseite des Otto-Mathilden-Kreuzes

Die Rückseite des Kreuzes ist mit vergoldetem Kupferblech beschlagen und deutlich einfacher gestaltet. Sie zeigt auf den Enden der Kreuzbalken die vier Evangelisten, am Kreuzungspunkt ist das Lamm Gottes abgebildet. Die Abbildungen sind durch einen Lebensbaum verbunden.

## Ikonographische Deutung

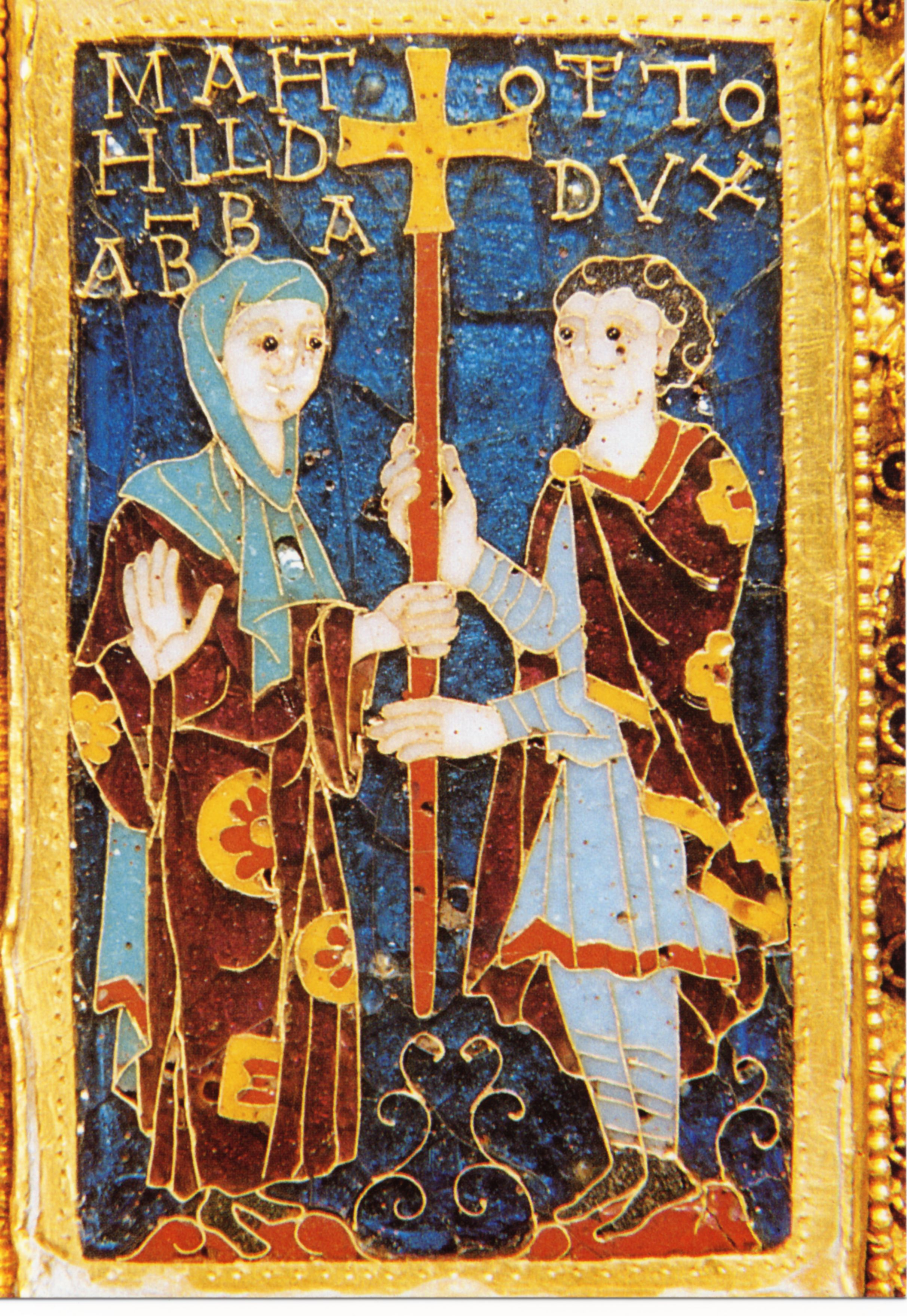
Der Schlüssel zur Deutung: Die Stifterplatte im Detail

Der Schlüssel zur Deutung und zur Datierung des Kreuzes ist die Stifterplatte des seit Entstehung unverändert erhaltenen Kreuzes. Auf dieser sind Otto, Herzog von Schwaben, und die Äbtissin Mathilde in höfischer Tracht abgebildet. Bei den dargestellten Stoffen handelt es sich vermutlich um sogdische Seidenstoffe, die ins Frankenreich nur als Geschenke des Byzantinischen Kaiserhofs gelangten, ähnliche Stoffe haben sich im Essener Domschatz als Reliquienumhüllungen erhalten. Da Mathilde seit 973 Äbtissin in Essen war, jedoch nicht in Äbtissinnenkleidung gezeigt wird, wird in der neueren Literatur angenommen, dass ihre Darstellung in höfischer Kleidung einer hochgestellten Adeligen ausdrückt, dass sie als Schwester Herzog Ottos und nicht in ihrer Eigenschaft als Äbtissin auftritt. Auch das Fehlen der Herrschaftsinsignien eines Herzogs wie Schwert und Lanze bei Otto deutet darauf hin, dass die Geschwister als Familienmitglieder und nicht als Würdenträger dargestellt sind. Mathilde nimmt aus den Händen ihres Bruders ein Kreuz entgegen. Otto hält das Kreuz zwar mit beiden Händen, doch mit ausgestreckten Fingern, während Mathilde es mit einer fest geschlossenen Hand greift. Ihre andere Hand ist im Handgelenk aufgestellt; dieses ist doppeldeutig. Zum einen kann diese Geste als Gruß- oder Annahmegeste gegenüber Otto aus dem Bildzusammenhang gedeutet werden, allerdings weisen ihre Finger über das Bild hinaus zum Gekreuzigten, so dass es auch eine Vermittlungsgeste ist.
Das Stifterbild, insbesondere die Handhaltung der Geschwister wurde früher dahingehend interpretiert, dass Otto das Kreuz dem Stift, dem seine Schwester als Äbtissin vorstand, stiftete. Dieses vermag jedoch nicht zu erklären, warum Mathilde nicht als Äbtissin und Otto ohne herzogliche Insignien dargestellt sind. Die häufig, unter anderem noch von Pothmann vertretene These, es handele sich um eine gemeinsame Stiftung der Geschwister, passt nicht mit der Tatsache zusammen, dass das auf der Stifterplatte dargestellte Kreuz in der Form nicht mit dem Otto-Mathilden-Kreuz übereinstimmt. Dieses wäre bei mittelalterlichen Stiftungsdarstellungen typischerweise der Fall.
Nach neuerer Literatur muss daher die Darstellung der Kreuzübergabe von Otto an Mathilde symbolisch und mit einem Blick auf die Familiengeschichte der Liudolfinger gesehen werden: Mit dem Tod Ottos am 31. Oktober 982 war der letzte männliche Nachkomme der Königin Edgitha, der ersten Ehefrau Otto des Großen, verstorben. Mathilde, die einen ausgeprägten Familiensinn hatte, war durch seinen Tod zur Verwalterin der Hausgüter geworden. Als letztes Mitglied dieses Familienzweigs war sie insbesondere verpflichtet, für das Andenken der Familie (Memoria) zu sorgen. Diese Aufgabe übernahm sie von ihrem Bruder. In diesem Zusammenhang ist das Stifterbild zu deuten: Es symbolisiert Mathildes Willen, das Erbe des kinderlos verstorbenen Otto fortzuführen. Aufgrund dessen ist anzunehmen, dass Mathilde das Kreuz zum Gedenken an ihren während des Italienzuges Kaiser Ottos II. im Jahr 982 verstorbenen Bruder gestiftet hat. Die Stiftung dürfte kurz nach dessen Tod erfolgt sein, also 983 oder 984, möglicherweise zeitgleich mit der Stiftung des überlebensgroßen Kruzifixes in der Aschaffenburger Stiftskirche St. Peter und Alexander, in der Otto begraben wurde. Die gemalte Rahmung dieses Kreuzes entspricht der Kantenrahmung des Otto-Mathilden-Kreuzes.

## Liturgische Bedeutung

### Mittelalter
Die liturgische Einbindung des Otto-Mathilden-Kreuzes im Mittelalter ist kaum zu rekonstruieren. Prinzipiell wurden Vortragekreuze beim oder teilweise auch auf dem Altar aufgestellt und bei Prozessionen mitgeführt. Dabei wies die Seite mit dem Korpus üblicherweise nach vorne, damit die Prozessionsteilnehmer Jesu etwa entsprechend Mt 10,38 nachfolgten. Der Essener Liber Ordinarius aus dem 14. Jahrhundert, der aus Vorgängertexten schöpft, überliefert mehrere Prozessionen. Möglicherweise war ein Vortragekreuz, auch vergleichbar dem Reichskreuz der Reichskleinodien, eine Herrschaftsinsignie der Fürstäbtissinnen von Essen.
Eine Besonderheit, die Beuckers aufgrund dessen, dass das Otto-Mathilden-Kreuz das älteste und aufwendigste der vier Essener Vortragekreuze ist, auf dieses bezieht, ist durch den Liber Ordinarius für die Prozession in der Osternacht überliefert, die vom Petersaltar im Westwerk des Münsters durch den Kreuzgang zum Friedhof der Stiftsdamen führte, wo die Gräber mit Weihwasser besprengt wurden, während der Konvent in Wechselgesang auf die Erlösung durch das Kreuz Bezug nahm. Eine solche, auch von anderen Klöstern bekannte Prozession versinnbildlichte die Auferstehung Christi auch für die Verstorbenen, die in die Liturgie des Osterfestes einbezogen wurden; sie hat einen fürbittenden Charakter und steht in Bezug zum Memorialwesen. Für die Essener Prozession schrieb der Liber Ordinarius in Abweichung zur üblichen Praxis vor, dass die Vorderseite des Kreuzes der Prozession zugewendet sein solle. Beim Otto-Mathilden-Kreuz hätte dieses die Folge, dass die auf dem Stifteremaille der Vorderseite abgebildeten Geschwister gleichsam Teil der Prozession geworden wären, eine Gebetsverbrüderung über den Tod hinaus, die beispielhaft für die Funktion einer Memorialstiftung wäre.

### Gegenwart
Das Otto-Mathilden-Kreuz ist trotz seines Alters und kunsthistorischer Bedeutung kein musealer Gegenstand. Die sakrale Funktion eines Vortragekreuzes hat es nie verloren. Bei der Inthronisation des ersten Essener Bischofs am 1. Januar 1958 wurde es diesem vorangetragen und von diesem auch noch als Vortragekreuz an hohen Feiertagen und bei Prozessionen genutzt. Dieser Gebrauch ist unter seinen Nachfolgern aus restauratorischen Gründen eingestellt worden, für diese Zwecke existiert ein an das Aussehen des Otto-Mathilden-Kreuzes angelehntes modernes Vortragekreuz. Bei der Festmesse zur Weihe der Erweiterung der Essener Domschatzkammer am 15. Mai 2009 diente das über tausend Jahre alte Otto-Mathilden-Kreuz stellvertretend für den Domschatz als Altarkreuz.